# Partikelfysik
Partikelfysik eller elementarpartikelfysik är den gren inom fysiken som studerar elementarpartiklar, materiens minsta beståndsdelar, och hur dessa växelverkar med varandra. Partikelfysik kallas ofta högenergifysik eftersom höga energier är nödvändiga för att studera dess fenomen experimentellt. Partikelfysiken har sitt ursprung i kärnfysik. Den blev en egen gren av fysiken på 1950-talet och har sedan dess varit central för utvecklingen inom fysiken. 